# Dmitri Svetozarov
Dmitri Iossifovitch Svetozarov (Дми́трий Ио́сифович Светоза́ров), né le 10 octobre 1951 à Saint-Pétersbourg, est un réalisateur et scénariste russe.

## Biographie
Fils du réalisateur Iossif Kheifitz il sort diplômé de l'Université Herzen en 1974 et commence sa carrière au studio de cinéma Lenfilm en tant qu'assistant du réalisateur auprès d'Ilya Averbakh sur le film Les lettres des autres (1975), puis chez Iossif Kheifitz sur le drame Asya (1977). Pendant quelque temps, il gagne sa vie avec les traductions littéraires, mais bientôt se consacre entièrement au cinéma. En 1980, il est diplômé des Cours supérieurs de formation des scénaristes et réalisateurs (atelier de Iossif Kheifitz, film de fin d'études Lunettes de soleil).
En 2001, Svetozarov réalise son projet de longue date en réalisant une saga de gangsters Il s'appelait Baron, que certains critiques appellent l'analogue russe de Il était une fois en Amérique. Le film reçoit le prix national TEFI (2002) dans la catégorie "Meilleure série télévisée", et Svetozarov reçoit le TEFI du meilleur réalisateur.

## Filmographie
- 1983 : Skorost
- 1986 : Proryv
- 1988 : Bez mundira
- 1989 : Les Chiens
- 1991 : Arifmetika ubiystva
- 1992 : Gadzho
- 1993 : Golubye tantsovshchitsy
- 2000 : Fourteen Rainbow Colors
- 2007 : Crime et Châtiment (ru) (téléfilm en huit parties)
- 2016 : L'Ombre (ru)